# Bulbul capnegre
El bulbul capnegre (Brachypodius melanocephalos) és una espècie d'ocell de la família dels picnonòtids (Pycnonotidae). Es troba a Bangladesh, Brunei, Cambodja, Xina, l'Índia, Indonèsia, Laos, Malàisia, Myanmar, Filipines, Singapur, Tailàndia i Vietnam. Els seus hàbitats principals són els boscos tropicals i subtropicals de frondoses humits de les terres baixes i de l'estatge montà, els manglars, els boscos de pantà, els matollars i els herbassars secs tropicals i subtropicals, les plantacions, els jardins rurals i les àrees forestals fortament degradades. El seu estat de conservació es considera de risc mínim.